# Монтандон, Арнольд Люсьен
Арно́льд Люсье́н Монтандо́н (фр. Arnold Lucien Montandon; 26 ноября 1852, Безансон, Франция — 1 марта 1922, Чернаводэ, Румыния) — французский и румынский энтомолог, специалист по систематике клопов. Член-корреспондент Румынской академии. Внес большой вклад в изучении фауны насекомых Румынии.

## Биография
Арнольд Люсьен Монтандон родился в 1852 году в Безансоне. Он был первым из пятерых детей Анри-Луи Монтандона (1821—1884) и Мари-Лины Уийомье (1825—1918). Его отец был известным часовщиком и изобретателем. Происхождение фамилии Монтандон связано с коммуной Монтандон в департамента Ду во Франции.С 1872 года Арнольд Монтандон жил в Румынии. Коллекции насекомых и других животных начал собирать с 1973 года. В период с 1896 по 1907 год он работал ассистентом Григоре Антипы, которому оказывал содействие в организации нового Музея зоологии, который позже стал называться Национальным музеем естественной истории «Григоре Антипы». В 1893 году становится членом Энтомологического общества Франции и Энтомологического общества Бельгии. С 1905 года избран членом-корреспондентом Румынской академии. В 1883 он стал рыцарем Ордена Короны Румынии, а позже получил Орден звезды Румынии. Умер в Чернаводэ 1 марта 1922 года.

### Семья
Жена Цезарин Гигер родилась в Женеве. Свадьба состоялась в 1874 году. В 1875 родился первый сын — Марсель-Анри (1875—1941), который стал известным писателем во Франции и Германии. В 1877 родился второй сын, Рене-Жюль, который стал инженером-картографом, исследователем Коста-Рики.

## Научные достижения
Он исследовал палеарктическую и тропическую фауну всех семейств полужесткокрылых. В 1883 году Монтандон пожертвовал Музею свою коллекцию из 63 семейств, 725 родов, 2334 видов и 5568 образцов жуков, которая стала первой энтомологическая коллекция в истории музея. В 1904 году музей приобрел его коллекцию из 22552 экземпляров полужесткокрылых относящихся к 4950 видами.

## Таксоны, описанные Монтандоном
Монтандон описал 37 родов, 517 видов и 27 подвидов насекомых, в том числе:
- Apennocoris Montandon, 1907
- Aptinocoris Montandon, 1897
- Gestroiella Montandon, 1897
- Horvathinia Montandon, 1911
- Idiocarus Montandon, 1897
- Notopomus Montandon, 1894
- Selenymenum Montandon, 1894

## Таксоны, описанные в честь Монтандона
Множество видов животных было названо в честь Монтандона, в том числе:
- Anommatus montandoni Dajoz, 1968
- Aradus montandoni Reuter, 1885
- Barynotus montandoni Pic, 1899
- Callimenus montandoni Burr, 1898
- Claviger montandoni Raffray, 1905
- Cyclodinus montandoni (Pic, 1909)\
- Lissotriton montandoni  Boulenger, 1880
- Dictyla montandoni  (Horváth 1885)
- Dicyphus  montandoni Reuter, 1888
- Ectamenogonus montandoni (Buysson, 1881)
- Erythria  montandoni  (Puton, 1880)
- Hallodapus montandoni Reuter, 1895
- Holepyris montandoni Duchaussoy, 1914
- Malthodes montandoni (Pic, 1922)
- Montandoniola Poppius, 1909
- Montandonius Melin, 1929
- Montandonia Haglund, 1894
- Odontoscelis  montandoni Kis, 1979
- Oeciacus montandoni Péricart, 1972
- Otiorhynchus montandoni A. Solari & F. Solari, 1903
- Philothermus montandoni Aube, 1843
- Phosphaenopterus montandoni Bourgeois, 1900
- Ranissus montandoni  (Horváth, 1911)
- Tanymecus montandoni Reitter, 1915
- Tuponia montandoni Reuter, 1899

## Основные труды
Монтандон является автором около 100 публикаций в том числе:
- Montandon A. L. Hémiptères-Hétéroptères nouveaux de la Dobroudja (фр.) // Revue d'entomologie. — 1886. — Livr. 5, no 5:. — P. 257—264.
- Montandon A. L. Les Acridiens du Delta du Danube I. (фр.) // Buletinul Societății de Șciințe din Bucureșci. — 1900. — Vol. 9, livr. 5, no 4. — P. 462—472..
- Montandon A. L. Contributions à la Faune Entomologique de la Roumanie. Hemiptera-Homoptera (фр.) // Buletinul Societății de Șciințe din Bucureșci. — 1901. — Vol. 9, livr. 5, no 6. — P. 744—753.